# Équipe de France de football en 2010
Cet article traite de l'équipe masculine. Pour l'équipe féminine, voir Équipe de France de football féminin.
Maillots
L'équipe de France de football participe en 2010 à la Coupe du monde de football en Afrique du Sud dont elle est éliminée au premier tour en prenant la dernière place de son groupe. Après cette compétition, Laurent Blanc succède à Raymond Domenech au poste de sélectionneur pour entamer à partir du 3 septembre les éliminatoires de l'Euro 2012.

## Coupe du monde 2010

### Préparations
Le 3 mars 2010, l'équipe de France reçoit, en match amical au stade de France, l'Espagne qui s'impose (0-2), grâce aux buts de David Villa et Sergio Ramos.
Le 26 mai, la France bat le Costa Rica (2-1), au Stade Félix-Bollaert de Lens, pour leur premier match de préparation de la Coupe du monde 2010. Mathieu Valbuena, le milieu offensif marseillais, effectue sa première sélection et marque son premier but sous le maillot tricolore. 4 jours plus tard, les Bleus se déplacent en Tunisie, à Rades, mais ne ramènent que le point du nul (1-1), grâce au but de William Gallas. Pour leur dernier match à La Réunion au Stade Michel-Volnay, ils s'inclinent face à la Chine (0-1).

### En Afrique du Sud
Le 11 juin au Cap, pour leur premier match de la Coupe du monde 2010 en Afrique du Sud, l'équipe de France fait match nul contre l'Uruguay (0-0). 6 jours plus tard à Polokwane, elle s'incline face au Mexique (0-2). Le 19 juin, l'attaquant français Nicolas Anelka est exclu du groupe par la FFF pour avoir «insulté» son sélectionneur à la mi-temps du dernier match, à la suite de la une du journal l'Équipe publié dans la presse. Le même jour en conférence de presse, le capitaine des Bleus, Patrice Évra, s'insurge de la publication du journal l'Équipe, au sujet des propos tenus par son ancien équipier vis-à-vis de Raymond Domenech, et pense qu'il y a un traitre au sein du groupe. Le lendemain, tous les joueurs français, par solidarité pour leur ancien partenaire, décident de faire la grève de l'entraînement. En effet, ils descendent du bus pour rencontrer les supporters qui se sont déplacés, signent leurs autographes avant de remonter dans le véhicule. S'ensuivent ensuite une altercation verbale entre Robert Duverne, le préparateur physique et le capitaine des Bleus, séparés par le sélectionneur, la démission de Jean-Louis Valentin, le directeur général délégué de la FFF et la lecture du «communiqué de grève» des joueurs par Raymond Domenech devant les journalistes sportifs,. Deux jours plus tard à Bloemfontein, la sélection française perd face au pays organisateur (1-2), malgré la réduction de l'écart de Florent Malouda, qui marque le seul but français dans cette compétition. Comme lors de l'Euro 2008, l'équipe de France est éliminée dès le premier tour, avec un bilan d'un nul, deux défaites, un but marqué pour quatre encaissés. Après le match, le sélectionneur des Bleus refuse de serrer la main de son homologue brésilien des Bafana-Bafana, Carlos Alberto Parreira, car ce dernier a remis en cause la qualification de son équipe lors du barrage contre l'Irlande. 
Le 6 septembre, Raymond Domenech est licencié pour «faute grave» par la FFF et sera remplacé par Laurent Blanc. 
Le 1er novembre 2011, l'attaquant et meilleur buteur français, Thierry Henry, ancien champion du monde en 1998, annonce officiellement mettre un terme à sa carrière internationale.

## Laurent Blanc sélectionneur
Le 11 août 2010, le match amical contre la Norvège est le premier des Bleus après la Coupe du monde de football de 2010 et les vives polémiques ayant secoué l'équipe de France comme la grève de l'entraînement. Afin de faire oublier la mauvaise image de cette équipe, Laurent Blanc décide d'exclure les 23 joueurs français présents lors de cette coupe du monde. Au terme de la rencontre, la France s'incline 2 buts à 1. Malgré cette défaite, ils ont néanmoins montré une certaine combativité sur le terrain, saluée par la presse.
Le 3 septembre 2010, pour le premier match des éliminatoires de l'Euro 2012, l'équipe de France s'incline 1 à 0 face à la Biélorussie au Stade de France. Durant la rencontre, les Bleus n'ont pas su concrétiser leur domination à cause d'un manque criant de réalisme, contrairement au Biélorusse Sergey Kislyak qui marqua le but de la victoire en toute fin de match. Le retour de cadres comme Malouda et Lloris n'aura pas été suffisant face à l'inexpérience du niveau international de certains nouveaux comme Jérémy Ménez, Hoarau et M'Vila. C'est la seconde défaite en deux matchs depuis que Laurent Blanc est à la tête de l'équipe de France, aucun sélectionneur n'avait connu pire début depuis Gérard Houllier en 1992.
Le 7 septembre 2010, pour le deuxième match des éliminatoires de l'Euro 2012, l'équipe de France s'impose 2 à 0 face à la Bosnie-Herzégovine au stade Asim Ferhatović Hase de Sarajevo. Les buts de Karim Benzema et Florent Malouda dans les vingt dernières minutes, ont été l'aboutissement d'une rencontre totalement dominée et maîtrisée par les Bleus. C'est la première victoire de l'équipe de France depuis sept matchs, et aussi la première depuis que Laurent Blanc en est le sélectionneur.
Le 9 octobre 2010, contre la Roumanie au stade de France, les Bleus de Laurent Blanc remportent ce match capital 2 à 0 sur le fil. Les entrés en seconde période de Rémy et Gourcuff ont été prépondérantes, en marquant chacun un but dans les dix dernières minutes.
Le 12 octobre 2010, face à la modeste équipe du Luxembourg au stade Saint-Symphorien, les Tricolores font le strict minimum en gagnant une nouvelle fois 2 à 0, grâce à des buts Benzema et Gourcuff, l'un au milieu de la première mi-temps et l'autre dans le dernier quart du match. 
Le 17 novembre 2010, onze ans après la victoire 2 à 0 de la « génération Zidane » dans le prestigieux stade de Wembley, l'équipe de France récidive en s'y imposant de nouveau mais cette fois-ci sur le score de 2 à 1. Face à une équipe d'Angleterre diminuée par les absences notamment de Terry, Lampard et Rooney, Laurent Blanc aligne une équipe portée sur l'offensive avec Gourcuff, Nasri, Malouda, Valbuena et Benzema, titulaires. Ces deux derniers s'illustrant particulièrement en inscrivant les deux buts français, l'ancien lyonnais au bout d'un quart d'heure de jeu à la suite d'un beau mouvement collectif, et « petit vélo » après dix minutes en seconde mi-temps sur une reprise de volée. La réduction du score de Crouch en toute fin de match, n'eut aucun incident sur une rencontre largement dominée par les Bleus,,. Cette victoire met un terme et de la meilleure des façons, à une année largement mouvementée par de nombreuses péripéties. À noter que c'était le dernier match du partenaire historique des Tricolores depuis 1972, l'équipement Adidas, qui est remplacé pour les sept prochaines années par l'américain Nike.
Quarante-six joueurs différents ont été sélectionnés tout au long de cette année 2010, ce qui constitue un record historique.

### Évolution du coefficient FIFA
Le tableau ci-dessous présente les coefficients mensuels de l'équipe de France publiés par la FIFA durant l'année 2010.
| Mois | janv. | fév. | mars | avril | mai | juin | juillet | août | sept. | oct. | nov. | déc. |
| Rang | 7     | 7    | 7    | 8     | 10  | 9    | 21      | 21   | 27    | 18   | 21   | 18   |

## Les matchs
| Date             | Stade                                                   | Adversaire         | Score | Comp          | Buteurs français                 |
| 3 mars 2010      | Stade de France Saint-Denis, France                     | Espagne            | 0-2   | A             | -                                |
| 26 mai 2010      | Stade Félix-Bollaert Lens, France                       | Costa Rica         | 2-1   | A             | Sequeira 22e (csc), Valbuena 83e |
| 30 mai 2010      | Stade du 7-Novembre Radès, Tunisie                      | Tunisie            | 1-1   | A             | Gallas 61e                       |
| 4 juin 2010      | Stade Michel-Volnay St-Pierre de La Réunion, France     | Chine              | 0-1   | A             | -                                |
| 11 juin 2010     | Green Point Stadium Le Cap, Afrique du Sud              | Uruguay            | 0-0   | CM (1er tour) | -                                |
| 17 juin 2010     | Peter Mokaba Stadium Polokwane, Afrique du Sud          | Mexique            | 0-2   | CM (1er tour) | -                                |
| 22 juin 2010     | Free State Stadium Bloemfontein, Afrique du Sud         | Afrique du Sud     | 1-2   | CM (1er tour) | Malouda 70e                      |
| 11 août 2010     | Ullevaal Stadion Oslo, Norvège                          | Norvège            | 2-1   | A             | Ben Arfa 48e                     |
| 3 septembre 2010 | Stade de France Saint-Denis, France                     | Biélorussie        | 0-1   | QCE           | -                                |
| 7 septembre 2010 | Stade Asim Ferhatović Hase Sarajevo, Bosnie-Herzégovine | Bosnie-Herzégovine | 0-2   | QCE           | Benzema 72e, Malouda 78e         |
| 9 octobre 2010   | Stade de France Saint-Denis, France                     | Roumanie           | 2-0   | QCE           | Rémy 83e, Gourcuff 93e           |
| 12 octobre 2010  | Stade Saint-Symphorien Metz, France                     | Luxembourg         | 2-0   | QCE           | Benzema 22e, Gourcuff 76e        |
| 17 novembre 2010 | Wembley Londres, Angleterre                             | Angleterre         | 1-2   | A             | Benzema 16e, Valbuena 55e        |

### Bilan
| Rang | Équipe | Pts | J  | G | N | P | Bp | Bc | Diff |
| ---- | ------ | --- | -- | - | - | - | -- | -- | ---- |
| #    | France | 17  | 13 | 5 | 2 | 6 | 13 | 13 | 0    |

## Résultats détaillés
| Match amical                                    | France  | 0 - 2   | Espagne                    | Stade de France Saint-Denis, France            |                                                |
| 3 mars 2010 · 21h00 · Historique des rencontres |         | (0 - 2) | 21e Villa · 45+1e S. Ramos | Spectateurs : 79 021 Arbitrage : Craig Thomson | Spectateurs : 79 021 Arbitrage : Craig Thomson |
| 3 mars 2010 · 21h00 · Historique des rencontres | Rapport |         |                            | Spectateurs : 79 021 Arbitrage : Craig Thomson | Spectateurs : 79 021 Arbitrage : Craig Thomson |

| Match amical                            | France                            | 2 - 1   | Costa Rica    | Stade Félix-Bollaert Lens, France                     |                                                       |
| 26 mai 2010 · Historique des rencontres | Sequeira 22e (csc) · Valbuena 83e | (1 - 1) | 11e Hernández | Spectateurs : 40 000 Arbitrage : Vladislav Bezborodov | Spectateurs : 40 000 Arbitrage : Vladislav Bezborodov |
| 26 mai 2010 · Historique des rencontres | Rapport                           |         |               | Spectateurs : 40 000 Arbitrage : Vladislav Bezborodov | Spectateurs : 40 000 Arbitrage : Vladislav Bezborodov |

| Match amical                            | Tunisie  | 1 - 1   | France     | Stade du 7-Novembre Radès, Tunisie        |                                           |
| 30 mai 2010 · Historique des rencontres | Jemâa 5e | (1 - 0) | 61e Gallas | Spectateurs : 55 000 Arbitrage : Adel Rai | Spectateurs : 55 000 Arbitrage : Adel Rai |
| 30 mai 2010 · Historique des rencontres | Rapport  |         |            | Spectateurs : 55 000 Arbitrage : Adel Rai | Spectateurs : 55 000 Arbitrage : Adel Rai |

| Match amical                                    | France  | 0 - 1   | Chine    | Stade Michel-Volnay Saint-Pierre, La Réunion, France |                                                |
| 4 juin 2010 · 18h00 · Historique des rencontres |         | (0 - 0) | 68e Deng | Spectateurs : 10 403 Arbitrage : Pedro Proença       | Spectateurs : 10 403 Arbitrage : Pedro Proença |
| 4 juin 2010 · 18h00 · Historique des rencontres | Rapport |         |          | Spectateurs : 10 403 Arbitrage : Pedro Proença       | Spectateurs : 10 403 Arbitrage : Pedro Proença |

| Coupe du monde 2010 (1er tour)                   | Uruguay | 0 - 0   | France | Green Point Stadium, le Cap                       |                                                   |
| 11 juin 2010 · 20h30 · Historique des rencontres |         | (0 - 0) |        | Spectateurs : 64 100 Arbitrage : Yuichi Nichimura | Spectateurs : 64 100 Arbitrage : Yuichi Nichimura |
| 11 juin 2010 · 20h30 · Historique des rencontres | Rapport |         |        | Spectateurs : 64 100 Arbitrage : Yuichi Nichimura | Spectateurs : 64 100 Arbitrage : Yuichi Nichimura |

| Coupe du monde 2010 (1er tour)                   | France  | 0 - 2   | Mexique                           | Peter Mokaba Stadium, Polokwane                   |                                                   |
| 17 juin 2010 · 20h30 · Historique des rencontres |         | (0 - 0) | 65e Hernández · 79e (pen.) Blanco | Spectateurs : 35 370 Arbitrage : Khalil Al Ghamdi | Spectateurs : 35 370 Arbitrage : Khalil Al Ghamdi |
| 17 juin 2010 · 20h30 · Historique des rencontres | Rapport |         |                                   | Spectateurs : 35 370 Arbitrage : Khalil Al Ghamdi | Spectateurs : 35 370 Arbitrage : Khalil Al Ghamdi |

| Coupe du monde 2010 (1er tour)                   | France      | 1 - 2   | Afrique du Sud           | Free State Stadium, Bloemfontein            |                                             |
| 22 juin 2010 · 16h00 · Historique des rencontres | Malouda 70e | (0 - 2) | 20e Khumalo · 37e Mphela | Spectateurs : 39 415 Arbitrage : Oscar Ruiz | Spectateurs : 39 415 Arbitrage : Oscar Ruiz |
| 22 juin 2010 · 16h00 · Historique des rencontres | Rapport     |         |                          | Spectateurs : 39 415 Arbitrage : Oscar Ruiz | Spectateurs : 39 415 Arbitrage : Oscar Ruiz |

| Match amical                                     | Norvège           | 2 - 1   | France       | Ullevaal Stadion, Oslo                                   |                                                          |
| 11 août 2010 · 21h15 · Historique des rencontres | Huseklepp 50e 72e | (0 - 0) | 48e Ben Arfa | Spectateurs : 15 165 Arbitrage : Carlos Velasco Carballo | Spectateurs : 15 165 Arbitrage : Carlos Velasco Carballo |
| 11 août 2010 · 21h15 · Historique des rencontres | Rapport           |         |              | Spectateurs : 15 165 Arbitrage : Carlos Velasco Carballo | Spectateurs : 15 165 Arbitrage : Carlos Velasco Carballo |

| Qualification Euro 2012                              | France  | 0 - 1   | Biélorussie | Stade de France, Saint-Denis                    |                                                 |
| 3 septembre 2010 · 21h00 · Historique des rencontres |         | (0 - 0) | 86e Kislyak | Spectateurs : 76 395 Arbitrage : William Collum | Spectateurs : 76 395 Arbitrage : William Collum |
| 3 septembre 2010 · 21h00 · Historique des rencontres | Rapport |         |             | Spectateurs : 76 395 Arbitrage : William Collum | Spectateurs : 76 395 Arbitrage : William Collum |

| Qualification Euro 2012                              | Bosnie-Herzégovine | 0 - 2   | France                    | Stade Asim Ferhatović Hase, Sarajevo                 |                                                      |
| 7 septembre 2010 · 21h00 · Historique des rencontres |                    | (0 - 0) | 72e Benzema · 78e Malouda | Spectateurs : 35 000 environ Arbitrage : Felix Brych | Spectateurs : 35 000 environ Arbitrage : Felix Brych |
| 7 septembre 2010 · 21h00 · Historique des rencontres | Rapport            |         |                           | Spectateurs : 35 000 environ Arbitrage : Felix Brych | Spectateurs : 35 000 environ Arbitrage : Felix Brych |

| Qualification Euro 2012                    | France                    | 2 - 0   | Roumanie | Stade de France, Saint-Denis                   |                                                |
| 9 octobre 2010 · Historique des rencontres | Rémy 83e · Gourcuff 90+3e | (0 - 0) |          | Spectateurs : 79 299 Arbitrage : Pedro Proença | Spectateurs : 79 299 Arbitrage : Pedro Proença |
| 9 octobre 2010 · Historique des rencontres | Rapport                   |         |          | Spectateurs : 79 299 Arbitrage : Pedro Proença | Spectateurs : 79 299 Arbitrage : Pedro Proença |

| Qualification Euro 2012                     | France                     | 2 - 0   | Luxembourg | Stade Saint-Symphorien, Metz               |                                            |
| 12 octobre 2010 · Historique des rencontres | Benzema 22e · Gourcuff 76e | (1 - 0) |            | Spectateurs : 30 000 Arbitrage : Matej Jug | Spectateurs : 30 000 Arbitrage : Matej Jug |
| 12 octobre 2010 · Historique des rencontres | Rapport                    |         |            | Spectateurs : 30 000 Arbitrage : Matej Jug | Spectateurs : 30 000 Arbitrage : Matej Jug |

| Match amical                                 | Angleterre | 1 - 2   | France                     | Wembley Stadium, Londres                         |                                                  |
| 17 novembre 2010 · Historique des rencontres | Crouch 86e | (0 - 1) | 16e Benzema · 55e Valbuena | Spectateurs : 85 600 Arbitrage : Claus Bo Larsen | Spectateurs : 85 600 Arbitrage : Claus Bo Larsen |
| 17 novembre 2010 · Historique des rencontres | Rapport    |         |                            | Spectateurs : 85 600 Arbitrage : Claus Bo Larsen | Spectateurs : 85 600 Arbitrage : Claus Bo Larsen |

## Les joueurs
| Joueurs                                              |    |    |    |    |    |    |       |    |       |       |       |       |       |
| Gardiens de but                                      |    |    |    |    |    |    |       |    |       |       |       |       |       |
| Hugo Lloris (Lyon)                                   | 90 |    | 90 | 90 | 90 | 90 | 90    |    | 90    | 90    | 90    | 90    | 90    |
| Steve Mandanda (Marseille)                           |    | 90 |    |    |    |    |       |    |       |       |       |       |       |
| Stéphane Ruffier (AS Monaco)                         |    |    |    |    |    |    |       | 90 |       |       |       |       |       |
| Défenseurs                                           |    |    |    |    |    |    |       |    |       |       |       |       |       |
| Bakary Sagna (Arsenal)                               | 90 | 90 | 90 | 45 | 90 | 90 | 90    |    | 90    | 90    |       |       | 87    |
| Michaël Ciani (Bordeaux)                             | 90 |    |    |    |    |    |       |    |       |       |       |       |       |
| Julien Escudé (FC Séville)                           | 90 |    |    |    |    |    |       |    |       |       |       |       |       |
| Patrice Évra (Manchester United)                     | 90 | 90 | 64 | 90 | 90 | 90 |       |    | sanc. | sanc. | sanc. | sanc. | sanc. |
| William Gallas (Arsenal, puis Tottenham)             |    | 45 | 64 | 90 | 90 | 90 | 90    |    |       |       |       |       |       |
| Sébastien Squillaci (FC Séville, puis Arsenal)       |    | 45 | 26 |    |    |    | 90    |    |       |       |       |       |       |
| Éric Abidal (FC Barcelone)                           |    | 90 | 45 | 90 | 90 | 90 |       |    |       |       |       |       | 90    |
| Marc Planus (Bordeaux)                               |    |    | 45 |    |    |    |       |    |       |       |       |       |       |
| Gaël Clichy (Arsenal)                                |    |    | 26 |    |    |    | 90    |    | 90    | 90    | 90    | 90    |       |
| Anthony Réveillère (Lyon)                            |    |    |    | 45 |    |    |       |    |       |       | 90    | 90    | 3     |
| Adil Rami (Lille OSC)                                |    |    |    |    |    |    |       | 90 | 90    | 90    | 90    | 90    | 90    |
| Rod Fanni (Rennes)                                   |    |    |    |    |    |    |       | 90 |       |       |       |       |       |
| Philippe Mexès (AS Roma)                             |    |    |    |    |    |    |       | 90 | 90    | 90    | 90    | 90    | 45    |
| Aly Cissokho (Lyon)                                  |    |    |    |    |    |    |       | 90 |       |       |       |       |       |
| Mamadou Sakho (Paris SG)                             |    |    |    |    |    |    |       |    |       |       |       |       | 45    |
| Milieux                                              |    |    |    |    |    |    |       |    |       |       |       |       |       |
| Jérémy Toulalan (Lyon)                               | 90 | 45 | 90 | 90 | 90 | 90 | susp. |    | sanc. |       |       |       |       |
| Lassana Diarra (Real Madrid)                         | 90 |    |    |    |    |    |       | 45 |       |       |       |       |       |
| Franck Ribéry (Bayern Munich)                        | 74 | 84 | 45 | 62 | 90 | 90 | 90    |    | sanc. | sanc. | sanc. |       |       |
| Yoann Gourcuff (Bordeaux, puis Lyon)                 | 90 | 90 | 64 | 90 | 75 |    | 25    |    | susp. | susp. | 16    | 90    | 85    |
| Florent Malouda (Chelsea)                            | 16 | 76 | 90 | 62 | 15 | 90 | 45    |    | 90    | 80    | 90    | 63    | 77    |
| Alou Diarra (Bordeaux)                               |    | 45 |    |    |    |    | 82    |    |       | 90    | 90    | 90    | 22    |
| Abou Diaby (Arsenal)                                 |    | 14 | 26 | 28 | 90 | 90 | 90    |    | 90    | 90    |       | 90    |       |
| Samir Nasri (Arsenal)                                |    |    |    |    |    |    |       | 79 |       |       | 74    | 27    | 90    |
| Yann M'Vila (Rennes)                                 |    |    |    |    |    |    |       | 74 | 90    | 90    | 90    |       | 90    |
| Moussa Sissoko (Toulouse FC)                         |    |    |    |    |    |    |       | 45 |       |       |       |       |       |
| Charles N'Zogbia (Wigan Athletic)                    |    |    |    |    |    |    |       | 45 |       |       |       |       |       |
| Yohan Cabaye (Lille OSC)                             |    |    |    |    |    |    |       | 16 |       |       |       |       |       |
| Jérémy Ménez (AS Roma)                               |    |    |    |    |    |    |       | 45 | 70    |       |       |       |       |
| Hatem Ben Arfa (Marseille, puis Newcastle)           |    |    |    |    |    |    |       | 45 |       |       |       |       |       |
| Blaise Matuidi (AS Saint-Étienne)                    |    |    |    |    |    |    |       |    |       | 10    |       |       |       |
| Attaquants                                           |    |    |    |    |    |    |       |    |       |       |       |       |       |
| Nicolas Anelka (Chelsea)                             | 77 | 45 | 64 | 62 | 71 | 45 |       |    | sanc. | sanc. | sanc. | sanc. | sanc. |
| Thierry Henry (FC Barcelone, puis Red Bull New York) | 65 | 45 | 45 | 28 | 19 |    | 35    |    |       |       |       |       |       |
| Djibril Cissé (Panathinaïkos)                        | 13 |    | 14 |    |    |    | 55    |    |       |       |       |       |       |
| Sidney Govou (Lyon, puis Panathinaïkos)              | 25 | 65 | 76 | 72 | 85 | 69 | 8     |    |       |       |       |       |       |
| Mathieu Valbuena (Marseille)                         |    | 25 |    | 18 |    | 21 |       |    | 56    | 90    | 68    |       | 68    |
| André-Pierre Gignac (Toulouse FC, puis Marseille)    |    | 6  | 26 | 28 | 5  | 45 | 45    |    |       |       |       |       |       |
| Loïc Rémy (OGC Nice, puis Marseille)                 |    |    |    |    |    |    |       | 45 | 34    |       | 22    | 17    | 23    |
| Guillaume Hoarau (Paris SG)                          |    |    |    |    |    |    |       | 61 | 90    |       |       | 73    | 5     |
| Jimmy Briand (Rennes, puis Lyon)                     |    |    |    |    |    |    |       | 11 |       |       |       |       |       |
| Karim Benzema (Real Madrid)                          |    |    |    |    |    |    |       | 29 |       | 90    | 86    | 63    | 67    |
| Louis Saha (Everton)                                 |    |    |    |    |    |    |       |    | 10    |       |       |       |       |
| Kevin Gameiro (FC Lorient)                           |    |    |    |    |    |    |       |    | 10    |       |       |       |       |
| Dimitri Payet (AS Saint-Étienne)                     |    |    |    |    |    |    |       |    |       |       | 4     | 27    | 13    |

## Maillot
L'équipe de France porte en 2010 un maillot confectionné par l'équipementier Adidas. 
| Couleurs | Bleu, blanc et rouge |           |
| Marque   | Adidas               |           |
| Domicile | Domicile bis         | Extérieur |

### Audiences télévisuelles
| Jour de diffusion | Match                       | Compétition                      | Diffuseur | Téléspectateurs | Part d'audience |
| 3 mars 2010       | France – Espagne            | Amical                           | TF1       | 6 900 000       | 29,6%           |
| 26 mai 2010       | France – Costa Rica         | Amical                           | TF1       | 7 800 000       | 31,3%           |
| 30 mai 2010       | Tunisie – France            | Amical                           | TF1       | 8 600 000       | 35,0%           |
| 4 juin 2010       | France – Chine              | Amical                           | TF1       | 4 600 000       |                 |
| 11 juin 2010      | Uruguay – France            | Coupe du monde (Phase de groupe) | TF1       | 14 990 000      | 57,0%           |
| 17 juin 2010      | Mexique – France            | Coupe du monde (Phase de groupe) | TF1       | 14 850 000      | 55,0%           |
| 22 juin 2010      | France – Afrique du Sud     | Coupe du monde (Phase de groupe) | TF1       | 8 410 000       | 73,0%           |
| 11 aout 2010      | Norvege – France            | Amical                           | TF1       | 8 220 000       | 45,0%           |
| 3 septembre 2010  | France – Biélorussie        | Qualifications Euro 2012         | TF1       | 8 720 000       | 37,0%           |
| 7 septembre 2010  | Bosnie-Herzégovine – France | Qualifications Euro 2012         | M6        | 8 090 000       | 32,0%           |
| 9 octobre 2010    | France – Roumanie           | Qualifications Euro 2012         | TF1       | 8 310 000       | 37,0%           |
| 12 octobre 2010   | France – Luxembourg         | Qualifications Euro 2012         | TF1       | 9 440 000       | 37,0%           |
| 17 novembre 2010  | Angleterre – France         | Amical                           | TF1       | 7 700 000       | 31,4%           |